# Prosoplus setipes
Prosoplus setipes är en skalbaggsart som beskrevs av Stefan von Breuning 1970. Prosoplus setipes ingår i släktet Prosoplus och familjen långhorningar. Inga underarter finns listade i Catalogue of Life.